# ایرنا بالاشوا
ایرنا بالاشوا (انگلیسی: Iryna Balashova؛ زادهٔ تاریخ ورودی نامعتبر است) شناگر اهل اوکراین است.